# Румолд от Констанц
Румолд фон Бонщетен (на немски: Rumold von Bonstetten; † 4 ноември 1069) е епископ на Констанц (1051 – 1069).

## Духовна кариера
Румолд първо е монах в манастир Айнзиделн в Швейцария и в кралската дворцова капела. Хайнрих III го прави първия пропст на манастир „Св. Симон и Юда“ в Гослар. През 1051 г. той става епископ на Констанц.
Епископ Румолд е близък с император Хайнрих III и с неговия най-голям син и наследник Хайнрих IV, често е в тяхното обкръжение и има тяхното доверие. Императрица Агнес дава при него за възпитание дъщеря си Матилда.
По времето на неговото управление има продължителни конфликти с манастир Райхенау и с манатир Ст. Гален.
Епископ Румолд умира на 4 ноември 1069 г. и е погребан в катедралата „Мюнстер“ на Констанц.